# Shoot 'Em Up
Shoot 'Em Up (no Brasil: Mandando Bala, e Atirar A Matar, em Portugal) é um filme de ação americano de 2007 que foi escrito e dirigido por Michael Davis (Monster Man) e produzido por Susan Montford, Don Murphy e Rick Benattar. O filme foi lançado em 7 de setembro de 2007.

## Sinopse
Em um beco escuro, o misterioso Smith (Clive Owen) tenta salvar uma mulher que acaba de dar à luz. Smith não consegue salvá-la, que morre em meio ao tiroteio ocorrido, mas consegue resgatar o bebê. Logo ele percebe que o alvo dos matadores (Paul Giamatti) é o bebê, e não sua mãe. Smith consegue fugir e busca a ajuda de Donna Quintano (Monica Bellucci), uma prostituta que abortou recentemente e tem leite suficiente para alimentar o bebê. Juntos eles tentam decifrar o porquê dos matadores estarem atrás da criança.

## Elenco
- Clive Owen — Smith
- Paul Giamatti — Karl Hertz
- Monica Bellucci — Donna Quintano
- Stephen McHattie — Hammerson
- Greg Bryk — Lone Man
- Daniel Pilon — Senator Harry Rutledge
- Sidney Mende-Gibson — Bebê Oliver
- Lucas Mende-Gibson — Bebê Oliver
- Kaylyn Yellowlees — Bebê Oliver
- Ramona Pringle — Mãe do bebê
- Julian Richings — Motorista de Hertz
- Jason Reso — Guarda do senador